# Золотухино (Черлакский район)
Золотухино — деревня в Черлакском районе Омской области России. Входит в Южно-Подольское сельское поселение. Население 312 чел. (2010) .

## История
Основана в 1907 году. В 1928 г. посёлок Золотухинский состоял из 61 хозяйства, основное население — немцы. В составе Кирьяновского сельсовета Крестинского района Омского округа Сибирского края.
В соответствии с Законом Омской области от 30 июля 2004 года № 548-ОЗ «О границах и статусе муниципальных образований Омской области» деревня вошла в состав образованного муниципального образования «Южно-Подольское сельское поселение». 

## География
Находится  на  юге-востоке  региона,   в пределах  Курумбельской степи, являющейся частью Чебаклы-Суминской впадины. 

## Население
| 2010 |
| ---- |
| 312  |

Гендерный состав
По данным Всероссийской переписи населения 2010 года в гендерной структуре населения из 312 человек мужчин — 148, женщин — 164	(47,4 и 52,6 % соответственно)
Национальный состав
В 1928 г.  основное население — немцы. 
Согласно результатам переписи 2002 года, в национальной структуре населения русские составляли 59 %, немцы	34% от общей численности населения в 367 чел. .

## Инфраструктура
Личное подсобное хозяйство.

## Транспорт
Просёлочные дороги.